# روبرت هيل مايرز
روبرت هيل مايرز هو قاضي وسياسي كندي، ولد في 30 مارس 1856 في كندا، وتوفي في 16 نوفمبر 1921 في وينيبيغ في كندا.